# Atletismo nos Jogos Sul-Americanos de 2006 - Resultados
Esses foram os resultados completos da competição de atletismo nos Jogos Sul-Americanos de 2006, que também serviu para o Campeonato Sul-Americano de Atletismo Sub-23 de 2006 . O evento aconteceu entre 10 a 12 de novembro de 2006 no Centro Nacional de Alto Rendimiento Deportivo em Buenos Aires, Argentina. 

## Resultado masculino

### 100 metros
| Posição | Atleta                   | Nacionalidade | Tempo | Notas |
| ------- | ------------------------ | ------------- | ----- | ----- |
| 1       | Kael Becerra             | Chile         | 10.46 | Q     |
| 2       | Franklin Nazareno        | Equador       | 10.48 | Q     |
| 3       | Harlin Echavarría        | Colômbia      | 10.64 | Q     |
| 4       | Ronald Amaya             | Venezuela     | 10.67 | q     |
| 5       | Mariano Fabián Jiménez   | Argentina     | 10.68 | q     |
| 6       | Nilson de Oliveira André | Brasil        | 10.77 |       |

| Posição | Atleta         | Nacionalidade | Tempo | Notas |
| ------- | -------------- | ------------- | ----- | ----- |
| 1       | Daniel Grueso  | Colômbia      | 10.39 | Q     |
| 2       | Mauro da Silva | Brasil        | 10.58 | Q     |
| 3       | Miguel Wilken  | Argentina     | 10.68 | Q     |
| 4       | Ignácio Rojas  | Chile         | 10.71 |       |
| 5       | César Marchán  | Venezuela     | 10.80 |       |
| 6       | Nicolás López  | Paraguai      | 24.46 |       |

| Posição           | Atleta                 | Nacionalidade | Tempo | Notas |
| ----------------- | ---------------------- | ------------- | ----- | ----- |
| Medalha de ouro   | Kael Becerra           | Chile         | 10.33 |       |
| Medalha de prata  | Franklin Nazareno      | Equador       | 10.45 |       |
| Medalha de bronze | Daniel Grueso          | Colômbia      | 10.47 |       |
| 4                 | Harlin Echavarría      | Colômbia      | 10.58 |       |
| 5                 | Mauro da Silva         | Brasil        | 10.63 |       |
| 6                 | Mariano Fabián Jiménez | Argentina     | 10.74 |       |
| 6                 | Miguel Wilken          | Argentina     | 10.74 |       |
| 8                 | Ronald Amaya           | Venezuela     | 10.79 |       |

### 200 metros
| Posição | Atleta                 | Nacionalidade | Tempo | Notas |
| ------- | ---------------------- | ------------- | ----- | ----- |
| 1       | Cristián Reyes         | Chile         | 21.08 | Q     |
| 2       | Mariano Fabián Jiménez | Argentina     | 21.11 | Q     |
| 3       | Daniel Grueso          | Colômbia      | 21.20 | Q     |
| 4       | Bruno de Barros        | Brasil        | 21.28 | q     |
| 5       | Ronald Amaya           | Venezuela     | 21.40 | q     |
| 6       | Edgar Galeano          | Paraguai      | 22.47 |       |
| 7       | Marco Rivadeneira      | Equador       | 22.68 |       |

| Posição | Atleta            | Nacionalidade | Tempo | Notas |
| ------- | ----------------- | ------------- | ----- | ----- |
| 1       | Franklin Nazareno | Equador       | 21.27 | Q     |
| 2       | Jorge Célio Sena  | Brasil        | 21.43 | Q     |
| 3       | Kael Becerra      | Chile         | 21.46 | Q     |
| 4       | Hawer Murillo     | Colômbia      | 21.52 |       |
| 5       | Miguel Wilken     | Argentina     | 22.13 |       |
| 6       | Wilmer Rivas      | Venezuela     | 27.14 |       |

| Posição           | Atleta                 | Nacionalidade | Tempo | Notas |
| ----------------- | ---------------------- | ------------- | ----- | ----- |
| Medalha de ouro   | Franklin Nazareno      | Equador       | 20.76 |       |
| Medalha de prata  | Cristián Reyes         | Chile         | 20.88 |       |
| Medalha de bronze | Daniel Grueso          | Colômbia      | 20.92 |       |
| 4                 | Kael Becerra           | Chile         | 20.93 |       |
| 5                 | Mariano Fabián Jiménez | Argentina     | 21.05 |       |
| 6                 | Bruno de Barros        | Brasil        | 21.20 |       |
| 7                 | Jorge Célio Sena       | Brasil        | 21.25 |       |
| 8                 | Ronald Amaya           | Venezuela     | 21.35 |       |

### 400 metros
| Posição | Atleta              | Nacionalidade | Tempo | Notas |
| ------- | ------------------- | ------------- | ----- | ----- |
| 1       | Geiner Mosquera     | Colômbia      | 48.04 | Q     |
| 2       | Andrés Silva        | Uruguai       | 48.26 | Q     |
| 3       | Roberto Linares     | Venezuela     | 48.50 | Q     |
| 4       | Rodrigo Bargas      | Brasil        | 48.84 | q     |
| 5       | Christian Deymonnaz | Argentina     | 48.92 | q     |
| 6       | Luis Garate         | Equador       | 50.91 |       |

| Posição | Atleta              | Nacionalidade | Tempo | Notas |
| ------- | ------------------- | ------------- | ----- | ----- |
| 1       | Fernando de Almeida | Brasil        | 48.19 | Q     |
| 2       | Josner Rodríguez    | Venezuela     | 48.56 | Q     |
| 3       | Juan Eduardo López  | Chile         | 48.92 | Q     |
| 4       | Ariel Picchi        | Argentina     | 49.08 |       |
| 5       | Marco Rivadeneira   | Equador       | 50.60 |       |

| Posição           | Atleta              | Nacionalidade | Tempo | Notas |
| ----------------- | ------------------- | ------------- | ----- | ----- |
| Medalha de ouro   | Andrés Silva        | Uruguai       | 46.69 |       |
| Medalha de prata  | Geiner Mosquera     | Colômbia      | 46.70 |       |
| Medalha de bronze | Josner Rodríguez    | Venezuela     | 46.94 |       |
| 4                 | Fernando de Almeida | Brasil        | 47.24 |       |
| 5                 | Roberto Linares     | Venezuela     | 48.19 |       |
| 6                 | Christian Deymonnaz | Argentina     | 48.37 |       |
| 7                 | Rodrigo Bargas      | Brasil        | 48.87 |       |
| 8                 | Juan Eduardo López  | Chile         | 49.04 |       |

### 800 metros
Final – 10 de novembro 18:20h
| Posição           | Atleta                 | Nacionalidade | Tempo   | Notas |
| ----------------- | ---------------------- | ------------- | ------- | ----- |
| Medalha de ouro   | Kleberson Davide       | Brasil        | 1:51.20 |       |
| Medalha de prata  | Eduar Villanueva       | Venezuela     | 1:51.24 |       |
| Medalha de bronze | Freddy Espinoza        | Colômbia      | 1:51.31 |       |
| 4                 | Daniel Palma           | Chile         | 1:51.64 |       |
| 5                 | Gilder Michael Barboza | Venezuela     | 1:52.00 |       |
| 6                 | César Barquero         | Peru          | 1:52.24 |       |
| 7                 | Pablo Navarrete        | Chile         | 1:52.85 |       |
| 8                 | Hugo Nazareno Aguilar  | Argentina     | 1:54.12 |       |
| 9                 | Luis Matías Chaparro   | Argentina     | 1:54.49 |       |
| 10                | Israel Delgado         | Peru          | 1:54.64 |       |
| 11                | Rodrigo Trinidad       | Paraguai      | 1:56.67 |       |
| 12                | Diego Chargal Gomes    | Brasil        | DNF     |       |

### 1.500 metros
Final – 11 de novembro 18:10h
| Posição           | Atleta                 | Nacionalidade | Tempo   | Notas |
| ----------------- | ---------------------- | ------------- | ------- | ----- |
| Medalha de ouro   | Eduar Villanueva       | Venezuela     | 3:51.54 |       |
| Medalha de prata  | Cleveland Forde        | Guiana        | 3:52.46 |       |
| Medalha de bronze | Eder Oliveira da Silva | Brasil        | 3:52.63 |       |
| 4                 | Mario Bazán            | Peru          | 3:52.69 |       |
| 5                 | Enzo Yáñez             | Chile         | 3:53.75 |       |
| 6                 | Freddy Espinoza        | Colômbia      | 3:54.42 |       |
| 7                 | Eduardo Gregorio       | Uruguai       | 3:54.75 |       |
| 8                 | Cristián Crobat        | Argentina     | 3:54.90 |       |
| 9                 | Gilder Michael Barboza | Venezuela     | 3:59.24 |       |
| 10                | Robson de Lima         | Brasil        | 4:00.19 |       |
| 11                | Hugo Nazareno Aguilar  | Argentina     | 4:00.93 |       |
| 12                | William Castillo       | Equador       | 4:06.48 |       |
| 13                | Richard Mamani         | Bolívia       | 4:09.76 |       |

### 5.000 metros
Final – 10 de novembro 19:30h
| Posição           | Atleta                    | Nacionalidade | Tempo    | Notas |
| ----------------- | ------------------------- | ------------- | -------- | ----- |
| Medalha de ouro   | Cleveland Forde           | Guiana        | 14:07.08 |       |
| Medalha de prata  | Joilson Bernardo da Silva | Brasil        | 14:09.46 |       |
| Medalha de bronze | Sérgio Celestino da Silva | Brasil        | 14:09.95 |       |
| 4                 | Óscar Robayo              | Colômbia      | 14:16.16 |       |
| 5                 | Jason Gutiérrez           | Colômbia      | 14:18.31 |       |
| 6                 | Santiago Nicolás Figueroa | Argentina     | 14:21.10 |       |
| 7                 | Alexander de los Santos   | Uruguai       | 14:24.06 |       |
| 8                 | José Gregorio Peña        | Venezuela     | 14:34.13 |       |
| 9                 | Alberto Brigido Olivera   | Argentina     | 14:42.11 |       |
| 10                | William Castillo          | Equador       | 14:43.36 |       |
| 11                | Richard Mamani            | Bolívia       | 14:55.87 |       |
| 12                | Paulo Buenaño             | Equador       | 15:00.76 |       |
| 13                | José Luis Pérez           | Uruguai       | 15:13.50 |       |
| 14                | Enzo Yáñez                | Chile         | 15:16.30 |       |
| 15                | Delis Ayala               | Paraguai      | 15:17.61 |       |
| 16                | Juan Daniel Quispe        | Bolívia       | 15:32.69 |       |
| 17                | Gustavo López             | Paraguai      | 15:40.68 |       |

### 10.000 metros
Final – 12 de novembro 18:50h
| Posição           | Atleta                              | Nacionalidade | Tempo    | Notas |
| ----------------- | ----------------------------------- | ------------- | -------- | ----- |
| Medalha de ouro   | Sérgio Celestino da Silva           | Brasil        | 29:52.06 |       |
| Medalha de prata  | Jason Gutiérrez                     | Colômbia      | 30:17.19 |       |
| Medalha de bronze | Alexander de los Santos             | Uruguai       | 30:28.93 |       |
| 4                 | Paulo Buenaño                       | Equador       | 31:10.30 |       |
| 5                 | Juan Daniel Quispe                  | Bolívia       | 31:54.34 |       |
| 6                 | Martín Esteban Ñancucheo            | Argentina     | 32:10.13 |       |
| 7                 | William Castillo                    | Equador       | 33:01.69 |       |
| 8                 | Juan Benítez                        | Argentina     | 33:10.60 |       |
| 9                 | Reginaldo de Oliveira Campos Junior | Brasil        | DNF      |       |
| 10                | Óscar Robayo                        | Colômbia      | DNF      |       |

### 110 metros barreiras
Final – 10 de novembro 16:35h - Vento: +2.6 m/s
| Posição           | Atleta                   | Nacionalidade | Tempo | Notas |
| ----------------- | ------------------------ | ------------- | ----- | ----- |
| Medalha de ouro   | Rodrigo da Silva Pereira | Brasil        | 13.81 |       |
| Medalha de prata  | Eder Antonio Souza       | Brasil        | 13.82 |       |
| Medalha de bronze | Jorge McFarlane          | Peru          | 14.43 |       |
| 4                 | Federico Ruíz            | Argentina     | 14.48 |       |
| 5                 | Alberth Bravo            | Venezuela     | 14.59 |       |
| 6                 | Mariano Benjamin Romero  | Argentina     | 15.00 |       |

### 400 metros barreiras
| Posição | Atleta               | Nacionalidade | Tempo | Notas |
| ------- | -------------------- | ------------- | ----- | ----- |
| 1       | Raphael Fernandes    | Brasil        | 51.74 | Q     |
| 2       | Ingo Stotz           | Chile         | 52.24 | Q     |
| 3       | Sebastián Lasquera   | Argentina     | 52.26 | Q     |
| 4       | José Manuel Céspedes | Venezuela     | 52.38 | q     |
| 5       | Amílcar Torres       | Colômbia      | 54.07 |       |

| Posição | Atleta              | Nacionalidade | Tempo | Notas |
| ------- | ------------------- | ------------- | ----- | ----- |
| 1       | Andrés Silva        | Uruguai       | 52.21 | Q     |
| 2       | Víctor Solarte      | Venezuela     | 52.71 | Q     |
| 3       | Juan Pablo Maturana | Colômbia      | 53.15 | Q     |
| 4       | Christian Deymonnaz | Argentina     | 53.35 | q     |
| 5       | Jorge Alegria       | Chile         | 53.51 |       |

| Posição           | Atleta               | Nacionalidade | Tempo | Notas |
| ----------------- | -------------------- | ------------- | ----- | ----- |
| Medalha de ouro   | Andrés Silva         | Uruguai       | 50.46 |       |
| Medalha de prata  | Raphael Fernandes    | Brasil        | 50.55 |       |
| Medalha de bronze | Sebastián Lasquera   | Argentina     | 51.60 |       |
| 4                 | José Manuel Céspedes | Venezuela     | 51.70 |       |
| 5                 | Juan Pablo Maturana  | Colômbia      | 52.40 |       |
| 6                 | Christian Deymonnaz  | Argentina     | 52.49 |       |
| 7                 | Víctor Solarte       | Venezuela     | 52.80 |       |
| 8                 | Ingo Stotz           | Chile         | 53.17 |       |

### 3.000 metros com obstáculos
Final – 12 de novembro 17:10h
| Posição           | Atleta                    | Nacionalidade | Tempo    | Notas |
| ----------------- | ------------------------- | ------------- | -------- | ----- |
| Medalha de ouro   | Mario Bazán               | Peru          | 8:49.67  |       |
| Medalha de prata  | José Gregorio Peña        | Venezuela     | 8:50.88  |       |
| Medalha de bronze | Santiago Nicolás Figueroa | Argentina     | 8:54.50  |       |
| 4                 | Alberto Brigido Olivera   | Argentina     | 9:12.53  |       |
| 5                 | Ruguevam Vieira da Silva  | Brasil        | 9:17.76  |       |
| 6                 | Gustavo López             | Paraguai      | 9:32.46  |       |
| 7                 | David Veizaga             | Bolívia       | 9:46.28  |       |
| 8                 | Delis Ayala               | Paraguai      | 10:04.10 |       |

### Revezamento 4x100 m
Final – 10 de novembro 20:30h
| Posição           | Nacionalidade | Atletas                                                                  | Tempo | Notas |
| ----------------- | ------------- | ------------------------------------------------------------------------ | ----- | ----- |
| Medalha de ouro   | Venezuela     | César Marchán Jermaine Chirinos Wilmer Rivas Ronald Amaya                | 39.95 |       |
| Medalha de prata  | Brasil        | Nilson de Oliveira André Jorge Célio Sena Bruno de Barros Mauro da Silva | 40.15 |       |
| Medalha de bronze | Colômbia      | Harlin Echavarría Álvaro Gómez Hawer Murillo Daniel Grueso               | 40.20 |       |
| 4                 | Argentina     | Federico Ruíz Ariel Picchi Miguel Wilken Mariano Fabián Jiménez          | 40.68 |       |
| 5                 | Equador       | Luis Garate Franklin Nazareno Marco Rivadeneira Hugo Chila               | 41.31 |       |
| 6                 | Chile         | Ingo Stotz Cristián Reyes Ignácio Rojas Kael Becerra                     | 41.87 |       |

### Revezamento 4x400 m
Final – 12 de novembro 20:20h
| Posição           | Nacionalidade | Atletas                                                               | Tempo   | Notas |
| ----------------- | ------------- | --------------------------------------------------------------------- | ------- | ----- |
| Medalha de ouro   | Brasil        | Rodrigo Bargas Kleberson Davide Raphael Fernandes Fernando de Almeida | 3:08.38 |       |
| Medalha de prata  | Chile         | Kael Becerra Ingo Stotz Pablo Navarrete Ignácio Rojas                 | 3:10.08 |       |
| Medalha de bronze | Colômbia      | Daniel Grueso Amílcar Torres Juan Pablo Maturana Geiner Mosquera      | 3:11.28 |       |
| 4                 | Venezuela     | Josner Rodríguez Roberto Linares Víctor Solarte José Manuel Céspedes  | 3:11.41 |       |
| 5                 | Argentina     | Ariel Picchi Sebastián Lasquera Federico Ruíz Christian Deymonnaz     | 3:13.14 |       |
| 6                 | Equador       | Hugo Chila Franklin Nazareno Luis Garate Marco Rivadeneira            | 3:21.52 |       |

### 20 km marcha atlética
Final – 11 de novembro 7:30h
| Posição           | Atleta                 | Nacionalidade | Tempo     | Notas             |
| ----------------- | ---------------------- | ------------- | --------- | ----------------- |
| Medalha de ouro   | James Rendón           | Colômbia      | 1:28:05.2 |                   |
| Medalha de prata  | Oswaldo Ortega         | Equador       | 1:30:47.7 |                   |
| Medalha de bronze | Yerko Araya            | Chile         | 1:31:31.7 |                   |
| 4                 | Pavel Chihuán          | Peru          | DSQ       | Regra da IAAF 230 |
| 5                 | Calisto José Sevegnani | Brasil        | DSQ       | Regra da IAAF 230 |
| 6                 | Jonathan Riekmann      | Brasil        | DSQ       | Regra da IAAF 230 |
| 7                 | Juan Manuel Cano       | Argentina     | DSQ       | Regra da IAAF 230 |

### Salto em altura
Final – 11 de novembro 16:10h
| Posição           | Atleta                   | Nacionalidade | Temtativa | Temtativa | Temtativa | Temtativa | Temtativa | Temtativa | Temtativa | Temtativa | Resultado | Notas |
| Posição           | Atleta                   | Nacionalidade | 1.90      | 1.95      | 2.00      | 2.05      | 2.08      | 2.11      | 2.14      | 2.18      | Resultado | Notas |
| ----------------- | ------------------------ | ------------- | --------- | --------- | --------- | --------- | --------- | --------- | --------- | --------- | --------- | ----- |
| Medalha de ouro   | Fábio Baptista           | Brasil        | -         | -         | o         | o         | o         | o         | o         | xxx       | 2.14      |       |
| Medalha de prata  | Wagner Miller            | Colômbia      | -         | -         | o         | o         | o         | o         | xxx       |           | 2.11      |       |
| Medalha de bronze | Alberth Bravo            | Venezuela     | -         | -         | -         | o         | o         | o         | xxx       |           | 2.11      |       |
| 4                 | Pablo Sánchez            | Venezuela     | -         | -         | o         | o         | o         | o         | xxx       |           | 2.11      |       |
| 5                 | Guilherme Henrique Cobbo | Brasil        | -         | -         | o         | o         | o         | xxx       |           |           | 2.08      |       |
| 6                 | Cristóbal Gómez          | Chile         | o         | o         | o         | xxx       |           |           |           |           | 2.00      |       |
| 7                 | Cristián Calle           | Equador       | o         | o         | o         | xxx       |           |           |           |           | 2.00      |       |
| 8                 | Marcelo Andrés Thorne    | Argentina     | o         | o         | o         | xxx       |           |           |           |           | 2.00      |       |

Nota: O número de saltos perdidos em alturas intermediárias parece estar incompleto.

### Salto com vara
Final – 12 de novembro 16:40h
| Posição           | Atleta                    | Nacionalidade | Tentativa | Tentativa | Tentativa | Tentativa | Tentativa | Tentativa | Tentativa | Tentativa | Tentativa | Tentativa | Tentativa | Tentativa | Tentativa | Resultado | Notas |
| Posição           | Atleta                    | Nacionalidade | 4.45      | 4.60      | 4.70      | 4.80      | 4.90      | 5.00      | 5.10      | 5.20      | 5.25      | 5.35      | 5.50      | 5.65      | 5.81      | Resultado | Notas |
| ----------------- | ------------------------- | ------------- | --------- | --------- | --------- | --------- | --------- | --------- | --------- | --------- | --------- | --------- | --------- | --------- | --------- | --------- | ----- |
| Medalha de ouro   | Germán Chiaraviglio       | Argentina     | -         | -         | -         | -         | -         | -         | -         | xxo       | -         | o         | o         | o         | xxx       | 5.65      |       |
| Medalha de prata  | Guillermo Chiaraviglio Jr | Argentina     | -         | xo        | o         | -         | o         | o         | xxo       | xxo       | xxx       |           |           |           |           | 5.20      |       |
| Medalha de bronze | João Gabriel Sousa        | Brasil        | -         | -         | -         | o         | x         | o         | xo        | xxx       |           |           |           |           |           | 5.10      |       |
| 4                 | Rodrigo Tenorio           | Chile         | xxo       | o         | xxx       |           |           |           |           |           |           |           |           |           |           | 4.60      |       |
| 5                 | Derik Rolim Koubik        | Brasil        | o         | xxx       |           |           |           |           |           |           |           |           |           |           |           | 4.45      |       |

### Salto em comprimento
Final – 10 de novembro 17:35h
| Posição           | Atleta                       | Nacionalidade | Teantativa  | Teantativa  | Teantativa  | Teantativa  | Teantativa  | Teantativa  | Resultado       | Notas |
| Posição           | Atleta                       | Nacionalidade | 1           | 2           | 3           | 4           | 5           | 6           | Resultado       | Notas |
| ----------------- | ---------------------------- | ------------- | ----------- | ----------- | ----------- | ----------- | ----------- | ----------- | --------------- | ----- |
| Medalha de ouro   | Thiago Jacinto Carahyba Dias | Brasil        | 7.56 (+2.2) | 7.50 (+2.6) | 7.42 (+1.5) | 7.74 (+0.3) | 3.59 (+2.6) | 7.59 (+1.8) | 7.74 (+0.3 m/s) |       |
| Medalha de prata  | Louis Tristán                | Peru          | 5.37 (+2.6) | 7.21 (+2.2) | x           | ?           | ?           | ?           | 7.59 (+2.7 m/s) |       |
| Medalha de bronze | Hugo Chila                   | Equador       | x           | 7.30 (+2.4) | x           | 7.34 (+2.2) | 7.53 (+0.7) | x           | 7.53 (+0.7 m/s) |       |
| 4                 | Rogério da Silva Bispo       | Brasil        | 7.50 (+0.3) | 7.49 (0)    | 7.45 (+2.1) | 7.40 (+1.5) | 5.74 (+0.7) | x           | 7.50 (+0.3 m/s) |       |
| 5                 | Jorge McFarlane              | Peru          | 7.08 (+6.9) | 7.07 (+1.1) | 7.03 (+1.8) | 7.12 (+3.7) | 6.98 (+1.1) | 7.18 (+1.4) | 7.18 (+1.4 m/s) |       |
| 6                 | Dainnler Griego              | Colômbia      | 7.06 (+4.5) | 7.09 (+1.0) | 5.87 (+4.1) | 6.97 (+0.8) | 6.64 (+1.2) | 6.74 (+2.7) | 7.09 (+1.0 m/s) |       |
| 7                 | Miguel Wilken                | Argentina     | 6.39 (+1.7) | 6.73 (+1.6) | x (+1.6)    | 7.05 (+1.4) | 6.95 (+1.6) | 6.73        | 7.05 (+4.6 m/s) |       |
| 8                 | Francisco Pávez              | Argentina     | 6.96 (+2.6) | 6.97 (+0.5) | 6.89 (+4.2) | 6.99 (+3.0) | 5.62 (+1.4) | 6.86 (+0.2) | 6.99 (+3.0 m/s) |       |
|                   |                              |               |             |             |             |             |             |             |                 |       |
| 9                 | Daniel Pineda                | Chile         | 5.80 (+2.6) | x           | -           | -           | -           | -           | 5.80 (+2.6 m/s) |       |

### Salto triplo
Final – 11 de novembro 19:35h
| Posição           | Atleta                       | Nacionalidade | Tentativa    | Tentativa    | Tentativa    | Tentativa    | Tentativa    | Tentativa    | Resultado        | Notas |
| Posição           | Atleta                       | Nacionalidade | 1            | 2            | 3            | 4            | 5            | 6            | Resultado        | Notas |
| ----------------- | ---------------------------- | ------------- | ------------ | ------------ | ------------ | ------------ | ------------ | ------------ | ---------------- | ----- |
| Medalha de ouro   | Hugo Chila                   | Equador       | 15.68 (+1.3) | x (+1.1)     | 15.74 (+1.1) | 15.73 (+1.6) | 15.71 (+1.4) | 16.12        | 16.12 (+1.4 m/s) |       |
| Medalha de prata  | Thiago Jacinto Carahyba Dias | Brasil        | x            | x            | 15.75 (+4.0) | -            | -            | 16.00 (+2.0) | 16.00 (+2.0 m/s) |       |
| Medalha de bronze | Jhon Murillo                 | Colômbia      | 15.24 (+1.9) | 15.48 (+1.7) | x            | x            | 14.69 (+2.0) | 15.23 (+2.1) | 15.48 (+1.7 m/s) |       |
| 4                 | Martín Osvaldo Falico        | Argentina     | 14.71 (-0.2) | 15.00 (+2.2) | 14.85 (+2.5) | 14.93 (+0.9) | 14.75 (+0.5) | 15.13 (+1.0) | 15.13 (+1.0 m/s) |       |
| 5                 | Francisco Pávez              | Argentina     | 14.08 (-0.2) | 14.49 (0)    | 14.19 (+1.8) | 14.18 (0)    | 14.12 (+1.0) | 14.43 (+1.6) | 14.49 (0 m/s)    |       |

### Arremesso de peso
Final – 10 de novembro 16:15h
| Posição           | Atleta                    | Nacionalidade | Tentativa | Tentativa | Tentativa | Tentativa | Tentativa | Tentativa | Resultado | Notas            |
| Posição           | Atleta                    | Nacionalidade | 1         | 2         | 3         | 4         | 5         | 6         | Resultado | Notas            |
| ----------------- | ------------------------- | ------------- | --------- | --------- | --------- | --------- | --------- | --------- | --------- | ---------------- |
| Medalha de ouro   | Germán Lauro              | Argentina     | 19.22     | 19.33     | 19.78     | x         | x         | 19.29     | 19.78     | Recorde nacional |
| Medalha de prata  | Carlos Jovanny García     | Colômbia      | 17.27     | 17.57     | 17.18     | 17.16     | 17.41     | 17.10     | 17.57     |                  |
| Medalha de bronze | Gonzalo Riffo             | Chile         | 16.47     | 16.79     | 16.48     | 17.02     | 16.97     | x         | 17.02     |                  |
| 4                 | Gustavo Gomes de Mendonça | Brasil        | 15.79     | 15.99     | 16.72     | 15.94     | x         | x         | 16.72     |                  |
| 5                 | Raoni Marques de Morais   | Brasil        | 15.02     | 15.43     | 15.96     | 15.89     | 15.84     | x         | 15.96     |                  |
| 6                 | Aldo Gonzales             | Bolívia       | 14.78     | 15.79     | x         | 15.07     | x         | 15.53     | 15.79     |                  |
| 7                 | Leandro Cheppi            | Argentina     | 15.45     | 15.43     | x         | x         | x         | -         | 15.45     |                  |
| 8                 | Julio César Londoño       | Colômbia      | x         | 14.83     | 14.83     | 14.28     | 13.78     | 14.62     | 14.83     |                  |
|                   |                           |               |           |           |           |           |           |           |           |                  |
| 9                 | Maximiliano Alonso        | Chile         | 14.22     | 14.14     | 14.83     |           |           |           | 14.83     |                  |

### Lançamento de disco
Final – 12 de novembro 18:15h
| Posição           | Atleta                          | Nacionalidade | Tentativa | Tentativa | Tentativa | Tentativa | Tentativa | Tentativa | Resultado | Notas |
| Posição           | Atleta                          | Nacionalidade | 1         | 2         | 3         | 4         | 5         | 6         | Resultado | Notas |
| ----------------- | ------------------------------- | ------------- | --------- | --------- | --------- | --------- | --------- | --------- | --------- | ----- |
| Medalha de ouro   | Germán Lauro                    | Argentina     | 55.72     | x         | 55.64     | 57.51     | 53.89     | x         | 57.51     |       |
| Medalha de prata  | Ronald Odair de Oliveira Julião | Brasil        | 53.06     | x         | 54.45     | 55.13     | 54.54     | 54.77     | 55.13     |       |
| Medalha de bronze | Gustavo Gomes de Mendonça       | Brasil        | 48.56     | x         | 49.38     | 52.06     | 48.75     | x         | 52.06     |       |
| 4                 | Maximiliano Alonso              | Chile         | 45.56     | 46.43     | 50.81     | 47.54     | 47.86     | 48.97     | 50.81     |       |
| 5                 | Leandro Cheppi                  | Argentina     | 45.39     | 47.50     | 49.17     | 49.28     | 49.08     | 48.29     | 49.28     |       |
| 6                 | Julio César Londoño             | Colômbia      | x         | 45.35     | x         | 48.31     | 46.82     | 44.52     | 48.31     |       |
| 7                 | Jorge Donald Olmos              | Bolívia       | 44.04     | 46.13     | x         | 44.64     | 44.17     | x         | 46.13     |       |
| 8                 | Gonzalo Riffo                   | Chile         | 41.40     | x         | 42.65     | 43.29     | 45.21     | 41.16     | 45.21     |       |
|                   |                                 |               |           |           |           |           |           |           |           |       |
| 9                 | Aldo Gonzales                   | Bolívia       | 41.50     | x         | x         |           |           |           | 41.50     |       |

### Lançamento de martelo
Final – 10 de novembro 15:00h
| Posição           | Atleta                     | Nacionalidade | Tentativa | Tentativa | Tentativa | Tentativa | Tentativa | Tentativa | Resultado | Notas |
| Posição           | Atleta                     | Nacionalidade | 1         | 2         | 3         | 4         | 5         | 6         | Resultado | Notas |
| ----------------- | -------------------------- | ------------- | --------- | --------- | --------- | --------- | --------- | --------- | --------- | ----- |
| Medalha de ouro   | Diego Gallardo             | Chile         | 59.81     | 63.95     | x         | x         | 61.76     | x         | 63.95     |       |
| Medalha de prata  | Douglas Wendell dos Santos | Brasil        | x         | 60.38     | x         | x         | x         | 55.21     | 60.38     |       |
| Medalha de bronze | Max Willian dos Santos     | Brasil        | 59.77     | 60.03     | 59.99     | 60.02     | 56.28     | x         | 60.03     |       |
| 4                 | Jacobo de León             | Colômbia      | x         | x         | 52.38     | 57.05     | 57.85     | 56.21     | 57.85     |       |
| 5                 | Gary Osorio                | Peru          | 54.81     | x         | 57.69     | 55.56     | x         | 55.55     | 57.69     |       |
| 6                 | Juan Manuel Charadia       | Argentina     | 57.06     | x         | 56.35     | 56.10     | 53.06     | x         | 57.06     |       |
| 7                 | Gabriel Vanni              | Argentina     | 52.11     | x         | 51.50     | 53.41     | 49.57     | x         | 53.41     |       |
| 8                 | Tomás Angosto              | Chile         | 52.16     | 51.16     | x         | x         | x         | x         | 52.16     |       |

### Lançamento de dardo
Final – 11 de novembro 19:30h
| Posição           | Atleta                          | Nacionalidade | Tentativa | Tentativa | Tentativa | Tentativa | Tentativa | Tentativa | Resultado | Notas |
| Posição           | Atleta                          | Nacionalidade | 1         | 2         | 3         | 4         | 5         | 6         | Resultado | Notas |
| ----------------- | ------------------------------- | ------------- | --------- | --------- | --------- | --------- | --------- | --------- | --------- | ----- |
| Medalha de ouro   | Víctor Fatecha                  | Paraguai      | 75.45     | 73.24     | x         | -         | -         | -         | 75.45     |       |
| Medalha de prata  | Júlio César Miranda de Oliveira | Brasil        | 68.36     | 67.68     | x         | 65.71     | 66.75     | 72.10     | 72.10     |       |
| Medalha de bronze | Ignácio Guerra                  | Chile         | 68.27     | 65.45     | 70.10     | 66.70     | 66.49     | 70.03     | 70.10     |       |
| 4                 | Orielson Cabrera                | Colômbia      | 61.84     | 65.26     | 63.06     | 61.39     | 62.23     | 63.51     | 65.26     |       |
| 5                 | Jander Nunes                    | Brasil        | 65.14     | 64.11     | x         | x         | x         | 63.04     | 65.14     |       |
| 6                 | Alejandro Emilio Ionski         | Argentina     | 59.40     | 64.13     | 61.28     | 55.79     | 56.77     | 56.91     | 64.13     |       |
| 7                 | François Pouzet                 | Chile         | 61.45     | 61.41     | 57.27     | 61.85     | 60.60     | 61.39     | 61.85     |       |
| 8                 | Xavier Mercado                  | Equador       | x         | 54.52     | 54.91     | x         | 56.45     | x         | 56.45     |       |
|                   |                                 |               |           |           |           |           |           |           |           |       |
| 9                 | Milton Cian                     | Argentina     | x         | 47.60     | x         |           |           |           | 47.60     |       |

### Decatlo
Final – 11 de novembro 20:20h
| Pos.              | Atleta                         | Nacionalidade | 100 m            | SD                | AP           | SA          | 400 m        | 110 m C/B          | AD           | SV          | LD           | 1500 m         | PG   | Notas |
| ----------------- | ------------------------------ | ------------- | ---------------- | ----------------- | ------------ | ----------- | ------------ | ------------------ | ------------ | ----------- | ------------ | -------------- | ---- | ----- |
| Medalha de ouro   | Carlos Eduardo Bezerra Chinin  | Brasil        | 11.11 (0) 836pts | 7.47 (3.6) 927pts | 12.42 632pts | 1.97 776pts | 49.56 835pts | 15.05 (3.1) 843pts | 35.82 580pts | 3.50 482pts | 51.27 607pts | 4:31.47 735pts | 7253 |       |
| Medalha de prata  | Luiz Alberto Cardoso de Araújo | Brasil        | 10.95 (0) 872pts | 7.09 (2.9) 835pts | 12.81 656pts | 1.82 644pts | 50.53 790pts | 14.68 (3.1) 889pts | 37.92 622pts | 3.90 590pts | 51.03 604pts | 4:46.87 638pts | 7140 |       |
| Medalha de bronze | Gerardo Canale                 | Argentina     | 11.67 (0) 717pts | 6.99 (0.3) 811pts | 12.20 619pts | 2.03 831pts | 52.97 683pts | 15.42 (3.1) 799pts | 34.72 558pts | 4.40 731pts | 51.85 616pts | 4:45.26 648pts | 7013 |       |
| 4                 | Matías Sebastián López         | Argentina     | 11.19 (0) 819pts | 6.95 (6.0) 802pts | 11.35 567pts | 1.97 776pts | 50.72 782pts | 15.52 (3.1) 788pts | 33.42 532pts | 3.90 590pts | 46.32 534pts | 4:46.43 640pts | 6830 |       |
| 5                 | Freddy Díaz                    | Venezuela     | 11.28 (0) 799pts | 6.57 (5.5) 713pts | 11.20 558pts | 1.79 619pts | 50.68 784pts | 15.10 (3.1) 837pts | 33.90 542pts | 4.00 617pts | 42.91 484pts | 4:42.97 662pts | 6615 |       |
| 6                 | Gonzalo Barroilhet             | Chile         |                  |                   |              |             |              |                    |              |             |              |                | DNF  |       |

## Resultado feminino

### 100 metros
| Posição | Atleta                  | Nacionalidade | Tempo | Notas |
| ------- | ----------------------- | ------------- | ----- | ----- |
| 1       | Yomara Hinestroza       | Colômbia      | 11.74 | Q     |
| 2       | María Carolina Díaz     | Chile         | 11.89 | Q     |
| 3       | Liliana Tantucci        | Argentina     | 11.94 | Q     |
| 4       | Tatiane de Paula Ferraz | Brasil        | 11.95 | q     |
| 5       | Jéssica Perea           | Equador       | 12.24 | q     |

| Posição | Atleta            | Nacionalidade | Tempo | Notas |
| ------- | ----------------- | ------------- | ----- | ----- |
| 1       | Darlenis Obregón  | Colômbia      | 11.78 | Q     |
| 2       | Ana Claudia Silva | Brasil        | 12.02 | Q     |
| 3       | Luciana Briozzo   | Argentina     | 12.20 | Q     |
| 4       | Daniela Riderelli | Chile         | DNF   |       |

| Posição           | Atleta                  | Nacionalidade | Tempo | Notas |
| ----------------- | ----------------------- | ------------- | ----- | ----- |
| Medalha de ouro   | Darlenis Obregón        | Colômbia      | 11.73 |       |
| Medalha de prata  | Yomara Hinestroza       | Colômbia      | 11.97 |       |
| Medalha de bronze | María Carolina Díaz     | Chile         | 12.09 |       |
| 4                 | Liliana Tantucci        | Argentina     | 12.16 |       |
| 5                 | Tatiane de Paula Ferraz | Brasil        | 12.21 |       |
| 6                 | Ana Claudia Silva       | Brasil        | 12.30 |       |
| 7                 | Luciana Briozzo         | Argentina     | 12.36 |       |
| 8                 | Jéssica Perea           | Equador       | 12.45 |       |

### 200 metros
| Posição | Atleta              | Nacionalidade | Tempo | Notas |
| ------- | ------------------- | ------------- | ----- | ----- |
| 1       | Darlenis Obregón    | Colômbia      | 24.16 | Q     |
| 2       | Érika Chávez        | Equador       | 24.52 | Q     |
| 3       | Ana Claudia Silva   | Brasil        | 24.57 | Q     |
| 4       | María Carolina Díaz | Chile         | 24.70 | q     |
| 5       | Liliana Tantucci    | Argentina     | 24.74 |       |

| Posição | Atleta                 | Nacionalidade | Tempo | Notas |
| ------- | ---------------------- | ------------- | ----- | ----- |
| 1       | Wilmary Álvarez        | Venezuela     | 23.94 | Q     |
| 2       | María Alejandra Idrobo | Colômbia      | 24.06 | Q     |
| 3       | Vanda Ferreira Gomes   | Brasil        | 24.35 | Q     |
| 4       | Jéssica Perea          | Equador       | 24.53 | q     |
| 5       | Luciana Briozzo        | Argentina     | 25.43 |       |

| Posição           | Atleta                 | Nacionalidade | Tempo | Notas |
| ----------------- | ---------------------- | ------------- | ----- | ----- |
| Medalha de ouro   | Darlenis Obregón       | Colômbia      | 23.23 |       |
| Medalha de prata  | Wilmary Álvarez        | Venezuela     | 23.56 |       |
| Medalha de bronze | Vanda Ferreira Gomes   | Brasil        | 23.80 |       |
| 4                 | María Alejandra Idrobo | Colômbia      | 23.98 |       |
| 5                 | Jéssica Perea          | Equador       | 24.24 |       |
| 6                 | Ana Claudia Silva      | Brasil        | 24.54 |       |
| 7                 | Érika Chávez           | Equador       | 24.66 |       |
| 8                 | María Carolina Díaz    | Chile         | 25.12 |       |

### 400 metros
Final – 10 de novembro 18:30h
| Posição           | Atleta                              | Nacionalidade | Tempo | Notas |
| ----------------- | ----------------------------------- | ------------- | ----- | ----- |
| Medalha de ouro   | María Alejandra Idrobo              | Colômbia      | 53.90 |       |
| Medalha de prata  | Wilmary Álvarez                     | Venezuela     | 54.03 |       |
| Medalha de bronze | Ángela Alfonso                      | Venezuela     | 54.89 |       |
| 4                 | Shirley Aragón                      | Colômbia      | 55.03 |       |
| 5                 | Higlecia Clariane Silva de Oliveira | Brasil        | 55.65 |       |
| 6                 | Juliana Menéndez                    | Argentina     | 57.36 |       |
| 7                 | Érika Chávez                        | Equador       | 57.45 |       |
| 8                 | María Victoria Maldonado            | Argentina     | 58.18 |       |

### 800 metros
Final – 10 de novembro 18:10h
| Posição           | Atleta                 | Nacionalidade | Tempo   | Notas |
| ----------------- | ---------------------- | ------------- | ------- | ----- |
| Medalha de ouro   | Muriel Coneo           | Colômbia      | 2:07.78 |       |
| Medalha de prata  | Marcela Valeria Britos | Uruguai       | 2:08.97 |       |
| Medalha de bronze | Nicole Manríquez       | Chile         | 2:09.84 |       |
| 4                 | Gisiane Bertoni        | Brasil        | 2:11.98 |       |
| 5                 | María Julieta Fraguio  | Argentina     | 2:12.51 |       |
| 6                 | Diana Armas            | Equador       | 2:13.96 |       |
| 7                 | Débora Maria Savoldi   | Brasil        | 2:14.27 |       |
| 8                 | María Elizabet Aguilar | Argentina     | 2:16.03 |       |

### 1.500 metros
Final – 11 de novembro 17:50h
| Posição           | Atleta                             | Nacionalidade | Tempo   | Notas |
| ----------------- | ---------------------------------- | ------------- | ------- | ----- |
| Medalha de ouro   | Muriel Coneo                       | Colômbia      | 4:25.56 |       |
| Medalha de prata  | Isabel Cristina Feliciano da Silva | Brasil        | 4:28.25 |       |
| Medalha de bronze | Sabine Leticia Heitling            | Brasil        | 4:28.57 |       |
| 4                 | Sandra Gabriela Amarillo           | Argentina     | 4:30.32 |       |
| 5                 | Eliana Vásquez                     | Chile         | 4:33.01 |       |
| 6                 | María Julieta Fraguio              | Argentina     | 4:36.10 |       |
| 7                 | Rocío Huillca                      | Peru          | 4:37.61 |       |
| 8                 | Rosa Ramos                         | Paraguai      | 4:52.81 |       |

### 5.000 metros
Final – 10 de novembro 17:30h
| Posição           | Atleta                      | Nacionalidade | Tempo    | Notas            |
| ----------------- | --------------------------- | ------------- | -------- | ---------------- |
| Medalha de ouro   | Lina María Arias            | Colômbia      | 16:52.04 |                  |
| Medalha de prata  | Nadia Rodríguez             | Argentina     | 16:54.31 |                  |
| Medalha de bronze | Sandra Gabriela Amarillo    | Argentina     | 16:57.48 |                  |
| 4                 | Zuleima Amaya               | Venezuela     | 17:04.35 |                  |
| 5                 | Zenaide Vieira              | Brasil        | 17:11.75 |                  |
| 6                 | Inés Melchor                | Peru          | 17:16.39 |                  |
| 7                 | Johana Riveros              | Colômbia      | 17:20.13 |                  |
| 8                 | Karina Villazana            | Peru          | 17:27.93 |                  |
| 9                 | Michele Cristina das Chagas | Brasil        | 17:29.35 |                  |
| 10                | Claudia Ramírez             | Uruguai       | 18:00.72 | Recorde nacional |

### 10.000 metros
Final – 11 de novembro 19:20h
| Posição           | Atleta                | Nacionalidade | Tempo    | Notas |
| ----------------- | --------------------- | ------------- | -------- | ----- |
| Medalha de ouro   | Lina María Arias      | Colômbia      | 35:16.74 |       |
| Medalha de prata  | Zuleima Amaya         | Venezuela     | 35:17.89 |       |
| Medalha de bronze | Nadia Rodríguez       | Argentina     | 35:32.48 |       |
| 4                 | Inés Melchor          | Peru          | 35:57.85 |       |
| 5                 | Johana Riveros        | Colômbia      | 36:00.92 |       |
| 6                 | Andrea Noelia Latapie | Argentina     | 37:25.92 |       |
| 7                 | Zenaide Vieira        | Brasil        | DNF      |       |
| 8                 | Karina Villazana      | Peru          | DNF      |       |

### 100 metros barreiras
Final – 10 de novembro 16:20h - Vento: +1.9 m/s
| Posição           | Atleta                           | Nacionalidade | Tempo | Notas |
| ----------------- | -------------------------------- | ------------- | ----- | ----- |
| Medalha de ouro   | Soledad Andrea Donzino           | Argentina     | 13.78 |       |
| Medalha de prata  | Fabiana dos Santos Moraes        | Brasil        | 14.30 |       |
| Medalha de bronze | Giselle Marculino de Albuquerque | Brasil        | 14.43 |       |
| 4                 | Ljubica Milos                    | Chile         | 14.73 |       |
| 5                 | Agustina Zerboni                 | Argentina     | 15.19 |       |

### 400 metros barreiras
Final – 11 de novembro 10:00h
| Posição           | Atleta                              | Nacionalidade | Tempo | Notas |
| ----------------- | ----------------------------------- | ------------- | ----- | ----- |
| Medalha de ouro   | Higlecia Clariane Silva de Oliveira | Brasil        | 60.88 |       |
| Medalha de prata  | Keila Escobar                       | Colômbia      | 61.74 |       |
| Medalha de bronze | Daisy Ugarte                        | Bolívia       | 61.95 |       |
| 4                 | María Ignacia MacAuliffe            | Chile         | 63.09 |       |
| 5                 | Soledad Bellucci                    | Argentina     | 63.89 |       |
| 6                 | Karina Caicedo                      | Equador       | 64.43 |       |

### 3.000 metros com obstáculos
Final – 12 de novembro 16:30h
| Posição           | Atleta                  | Nacionalidade | Tempo    | Notas |
| ----------------- | ----------------------- | ------------- | -------- | ----- |
| Medalha de ouro   | Ángela Figueroa         | Colômbia      | 10:29.35 |       |
| Medalha de prata  | Sabine Leticia Heitling | Brasil        | 10:37.38 |       |
| Medalha de bronze | Ingrid Galloso          | Chile         | 10:50.46 |       |
| 4                 | Rocío Huillca           | Peru          | 10:56.90 |       |
| 5                 | Gisela Benso            | Argentina     | 11:59.62 |       |
| 6                 | Lorena Ferrari          | Argentina     | 12:11.46 |       |
| 7                 | Gerlane Iara da Silva   | Brasil        | 12:21.80 |       |

### Revezamento 4x100 m
Final – 10 de novembro 20:30h
| Posição           | Nacionalidade | Atletas                                                                               | Tempo | Notas |
| ----------------- | ------------- | ------------------------------------------------------------------------------------- | ----- | ----- |
| Medalha de ouro   | Colômbia      | Nelcy Caicedo María Alejandra Idrobo Darlenis Obregón Yomara Hinestroza               | 45.14 |       |
| Medalha de prata  | Chile         | Stephanie Matute María Fernanda Mackenna Daniela Riderelli María Carolina Díaz        | 46.63 |       |
| Medalha de bronze | Venezuela     | María Tereza Navas Wilmary Álvarez Ángela Alfonso Luisely Jiménez                     | 46.80 |       |
| 4                 | Argentina     | Juliana Menéndez Luciana Briozzo Soledad Andrea Donzino Liliana Tantucci              | 47.11 |       |
| 5                 | Equador       | Karina Caicedo Érika Chávez Mayra Pachito Jéssica Perea                               | 47.29 |       |
| 6                 | Brasil        | Ana Claudia Silva Fabiana dos Santos Moraes Tatiane de Paula Ferraz Patrícia Venâncio | 47.43 |       |

### Revezamento 4x400 m
Final – 12 de novembro 20:00h
| Posição           | Nacionalidade | Atletas                                                                                    | Tempo   | Notas |
| ----------------- | ------------- | ------------------------------------------------------------------------------------------ | ------- | ----- |
| Medalha de ouro   | Venezuela     | Luisely Jiménez Ángela Alfonso María Tereza Navas Wilmary Álvarez                          | 3:41.30 |       |
| Medalha de prata  | Colômbia      | Darlenis Obregón Shirley Aragón Kelly López María Alejandra Idrobo                         | 3:41.92 |       |
| Medalha de bronze | Equador       | Diana Armas Jéssica Perea Karina Caicedo Érika Chávez                                      | 3:45.77 |       |
| 4                 | Chile         | Fernanda Mackenna Stephanie Matute María Ignacia MacAuliffe Nicole Manríquez               | 3:46.22 |       |
| 5                 | Brasil        | Ana Claudia Silva Gisiane Bertoni Jailma Sales de Lima Higlecia Clariane Silva de Oliveira | 3:46.29 |       |
| 6                 | Argentina     | Juliana Menéndez María Elizabet Aguilar Rocío Games María Victoria Maldonado               | 3:52.37 |       |

### 20 km marcha atlética
Final – 11 de novembro 7:30h
| Posição           | Atleta                  | Nacionalidade | Tempo     | Notas             |
| ----------------- | ----------------------- | ------------- | --------- | ----------------- |
| Medalha de ouro   | Luz Leidy Villamarin    | Colômbia      | 1:39:53.1 |                   |
| Medalha de ouro   | Yadira Guamán           | Equador       | 1:39:53.1 |                   |
| Medalha de prata  | Magaly Andrade          | Equador       | 1:48:26.0 |                   |
| Medalha de bronze | Josette Sepúlveda       | Chile         | 1:52:26.3 |                   |
| 4                 | Daiana Belén Luján      | Argentina     | 2:03:22.1 |                   |
| 5                 | Elianay Santana Pereira | Brasil        | DSQ       | Regra da IAAF 230 |
| 6                 | Cristiane Martini       | Brasil        | DSQ       | Regra da IAAF 230 |

### Salto em altura
Final – 12 de novembro 16:10h
| Posição           | Atleta                 | Nacionalidade | Tentativa | Tentativa | Tentativa | Tentativa | Tentativa | Tentativa | Tentativa | Tentativa | Tentativa | Tentativa | Tentativa | Tentativa | Tentativa | Resultado | Notas |
| Posição           | Atleta                 | Nacionalidade | 1.55      | 1.60      | 1.65      | 1.68      | 1.71      | 1.74      | 1.77      | 1.79      | 1.81      | 1.83      | 1.85      | 1.87      | 1.89      | Resultado | Notas |
| ----------------- | ---------------------- | ------------- | --------- | --------- | --------- | --------- | --------- | --------- | --------- | --------- | --------- | --------- | --------- | --------- | --------- | --------- | ----- |
| Medalha de ouro   | Marielis Rojas         | Venezuela     | -         | -         | o         | o         | o         | o         | o         | o         | o         | o         | xxo       | xxo       | xxx       | 1.87      |       |
| Medalha de prata  | Caterine Ibargüen      | Colômbia      | -         | -         | -         | -         | o         | o         | o         | o         | o         | o         | o         | xxx       |           | 1.85      |       |
| Medalha de bronze | Daiana Sturtz          | Argentina     | -         | o         | o         | o         | o         | o         | xo        | xxo       | xxx       |           |           |           |           | 1.79      |       |
| 4                 | Monica Araújo Freitas  | Brasil        | -         | -         | -         | o         | o         | o         | xxx       |           |           |           |           |           |           | 1.74      |       |
| 5                 | Marcia Regina Evers    | Brasil        | -         | o         | o         | o         | xo        | xo        | xxx       |           |           |           |           |           |           | 1.74      |       |
| 6                 | María Emilia Eberhardt | Argentina     | -         | o         | o         | o         | o         | xxx       |           |           |           |           |           |           |           | 1.71      |       |
| 7                 | Gabriela Saravia       | Peru          | -         | o         | xxo       | xxo       | xxx       |           |           |           |           |           |           |           |           | 1.68      |       |

### Salto com vara
Final – 10 de novembro 17:00h
| Posição           | Atleta                       | Nacionalidade | Tentativa | Tentativa | Tentativa | Tentativa | Tentativa | Tentativa | Tentativa | Tentativa | Tentativa | Tentativa | Resultado | Notas |
| Posição           | Atleta                       | Nacionalidade | 3.40      | 3.60      | 3.70      | 3.80      | 3.90      | 3.95      | 4.00      | 4.10      | 4.15      | 4.20      | Resultado | Notas |
| ----------------- | ---------------------------- | ------------- | --------- | --------- | --------- | --------- | --------- | --------- | --------- | --------- | --------- | --------- | --------- | ----- |
| Medalha de ouro   | Keisa Monterola              | Venezuela     | -         | -         | -         | -         | o         | -         | o         | xo        | -         | xxx       | 4.10      |       |
| Medalha de prata  | Milena Agudelo               | Colômbia      | -         | -         | -         | o         | xo        | -         | o         | xxo       | -         | xxx       | 4.10      |       |
| Medalha de bronze | Patricia Gabriela dos Santos | Brasil        | -         | -         | -         | xo        | xo        | -         | o         | xxo       | xxx       |           | 4.10      |       |
| 4                 | Karla Rosa da Silva          | Brasil        | -         | -         | o         | o         | xx-       | x         |           |           |           |           | 3.80      |       |
| 5                 | Valeria Chiaraviglio         | Argentina     | xo        | xo        | xxx       |           |           |           |           |           |           |           | 3.60      |       |

### Salto em comprimento
Final – 10 de novembro 10:30h
| Posição           | Atleta                  | Nacionalidade | Tentativa   | Tentativa   | Tentativa     | Tentativa   | Tentativa   | Tentativa   | Resultado       | Notas |
| Posição           | Atleta                  | Nacionalidade | 1           | 2           | 3             | 4           | 5           | 6           | Resultado       | Notas |
| ----------------- | ----------------------- | ------------- | ----------- | ----------- | ------------- | ----------- | ----------- | ----------- | --------------- | ----- |
| Medalha de ouro   | Caterine Ibargüen       | Colômbia      | 6.04 (-0.3) | 6.32 (+1.1) | 5.99 (-1.6)   | -           | -           | -           | 6.32 (+1.1 m/s) |       |
| Medalha de prata  | Tânia Ferreira da Silva | Brasil        | 5.98 (+0.1) | x           | 6.05 (-1.2)   | x           | -           | x           | 6.05 (-1.2 m/s) |       |
| Medalha de bronze | Patrícia Venâncio       | Brasil        | 5.73 (-2.1) | x           | 6.01 (+2.9)   | 5.66 (-2.7) | 5.60 (-2.8) | 5.59 (-1.8) | 6.01 (+2.9 m/s) |       |
| 4                 | Mirian Quiñones         | Equador       | x           | x           | 5.14 (+0.1)   | 5.74 (-1.5) | 5.68 (0)    | 5.64 (-2.5) | 5.74 (-1.5 m/s) |       |
| 5                 | Jazmín Córdoba          | Colômbia      | 5.69 (+1.9) | 5.38 (+1.6) | 5.25 (+1.1)   | 5.21 (-0.1) | 4.42 (-4.0) | -           | 5.69 (+1.9 m/s) |       |
| 6                 | Macarena Reyes          | Chile         | 5.63 (0)    | x           | 5.62 (+2.5)   | x           | 5.57 (-2.4) | x           | 5.63 (0 m/s)    |       |
| 7                 | María Emilia Eberhardt  | Argentina     | 5.33 (+0.7) | 5.37 (+1.8) | 5.37 w (+2.2) | 5.50 (-2.9) | 5.25 (-2.8) | 5.05 (-2.5) | 5.50 (-2.9 m/s) |       |
| 8                 | Marisol Frigerio        | Argentina     | 5.30 (+0.2) | x           | x             | x           | x           | x           | 5.30 (+0.2 m/s) |       |

### Salto triplo
Final – 11 de novembro 18:15h
| Posição           | Atleta                  | Nacionalidade | Tentativa    | Tentativa    | Tentativa    | Tentativa    | Tentativa    | Tentativa    | Resultado          | Notas |
| Posição           | Atleta                  | Nacionalidade | 1            | 2            | 3            | 4            | 5            | 6            | Resultado          | Notas |
| ----------------- | ----------------------- | ------------- | ------------ | ------------ | ------------ | ------------ | ------------ | ------------ | ------------------ | ----- |
| Medalha de ouro   | Tânia Ferreira da Silva | Brasil        | 13.24 (+2.9) | 12.93 (+0.4) | 13.14 (+2.1) | 13.35 (+1.8) | 13.27 (+0.7) | x            | 13.35 (+1.8 m/s)   |       |
| Medalha de prata  | Caterine Ibargüen       | Colômbia      | 13.03 (+0.1) | 13.03 (+1.6) | 13.20 (+0.8) | 13.26 (+2.5) | 12.94 (-2.0) | 13.15 (+2.2) | 13.26 w (+2.5 m/s) |       |
| Medalha de bronze | Mayra Pachito           | Equador       | x            | 12.55 (+1.1) | 12.37 (-0.6) | 12.61 (+0.7) | x            | 12.40 (+1.0) | 12.61 (+0.7 m/s)   |       |
| 4                 | Jazmín Córdoba          | Colômbia      | 11.99 (+0.9) | 12.34 (+0.7) | 11.97 (+2.4) | 12.16 (+1.8) | 12.58 (+2.5) | 12.24 (+1.1) | 12.58 (+2.5 m/s)   |       |
| 5                 | Macarena Reyes          | Chile         | 12.11 (+0.9) | 12.37 (+1.9) | 12.38 (+1.4) | 12.21 (+2.4) | 12.31 (+1.3) | 12.27 (+1.6) | 12.38 (+1.4 m/s)   |       |
| 6                 | Karla Cristina de Souza | Brasil        | 12.31 (+1.9) | 11.97 (+1.0) | x            | 11.82 (+1.0) | 11.71 (-0.4) | 11.79 (+1.1) | 12.31 (+1.9 m/s)   |       |
| 7                 | Marisol Frigerio        | Argentina     | 11.94 (+2.1) | x            | 11.86 (+0.9) | x            | 11.61 (+0.1) | x            | 11.94 (+2.1 m/s)   |       |
| 8                 | Verónica Desimoni       | Argentina     | 11.75 (+0.5) | 11.75 (+2.4) | x            | x            | x            | 11.88 (+2.8) | 11.88 (+2.8 m/s)   |       |
|                   |                         |               |              |              |              |              |              |              |                    |       |
| 9                 | Verónica Davis          | Venezuela     | x            | -            | -            |              |              |              | NM                 |       |

### Arremesso de peso
Final – 11 de novembro 19:00h
| Posição           | Atleta                    | Nacionalidade | Tentativa | Tentativa | Tentativa | Tentativa | Tentativa | Tentativa | Resultado | Notas |
| Posição           | Atleta                    | Nacionalidade | 1         | 2         | 3         | 4         | 5         | 6         | Resultado | Notas |
| ----------------- | ------------------------- | ------------- | --------- | --------- | --------- | --------- | --------- | --------- | --------- | ----- |
| Medalha de ouro   | Natalia Ducó              | Chile         | 14.94     | 16.36     | 15.82     | 15.26     | 15.59     | 15.55     | 16.36     |       |
| Medalha de prata  | Ahymará Espinoza          | Venezuela     | 15.01     | 14.92     | 14.80     | 15.05     | 15.06     | 14.60     | 15.06     |       |
| Medalha de bronze | Keely Christinne Medeiros | Brasil        | x         | 14.57     | 14.10     | x         | 13.85     | 14.07     | 14.57     |       |
| 4                 | Regiane Rodrigues Alves   | Brasil        | x         | 14.12     | 14.25     | 14.56     | x         | x         | 14.56     |       |
| 5                 | Paola Cheppi              | Argentina     | 14.13     | 14.14     | 14.28     | 14.41     | 13.80     | 13.63     | 14.41     |       |
| 6                 | Eli Johana Moreno         | Colômbia      | 13.54     | 13.74     | 13.62     | 13.53     | -         | -         | 13.74     |       |

### Lançamento de disco
Final – 12 de novembro 17:00h
| Posição           | Atleta                    | Nacionalidade | Tentativa | Tentativa | Tentativa | Tentativa | Tentativa | Tentativa | Resultado | Notas |
| Posição           | Atleta                    | Nacionalidade | 1         | 2         | 3         | 4         | 5         | 6         | Resultado | Notas |
| ----------------- | ------------------------- | ------------- | --------- | --------- | --------- | --------- | --------- | --------- | --------- | ----- |
| Medalha de ouro   | Karen Gallardo            | Chile         | 44.32     | x         | 49.43     | 45.42     | 52.01     | 45.67     | 52.01     |       |
| Medalha de prata  | Bárbara Rocío Comba       | Argentina     | 37.73     | x         | 47.62     | 48.08     | x         | 47.94     | 48.08     |       |
| Medalha de bronze | Lisângela da Cruz         | Brasil        | 42.68     | 44.26     | x         | 46.19     | 43.60     | 43.06     | 46.19     |       |
| 4                 | Eli Johana Moreno         | Colômbia      | 44.67     | 43.62     | 36.87     | 41.97     | 41.68     | 43.14     | 44.67     |       |
| 5                 | Paola Cheppi              | Argentina     | x         | x         | 43.10     | 36.26     | 40.05     | x         | 43.10     |       |
| 6                 | Keely Christinne Medeiros | Brasil        | 42.26     | x         | 42.69     | 42.13     | x         | 42.41     | 42.69     |       |
| 7                 | Rosa Rodríguez            | Venezuela     | x         | 36.20     | 36.94     | 40.59     | 39.43     | 38.56     | 40.59     |       |

### Lançamento de martelo
Final – 10 de novembro 18:55h
| Posição           | Atleta                    | Nacionalidade | Tentativa | Tentativa | Tentativa | Tentativa | Tentativa | Tentativa | Resultado | Notas |
| Posição           | Atleta                    | Nacionalidade | 1         | 2         | 3         | 4         | 5         | 6         | Resultado | Notas |
| ----------------- | ------------------------- | ------------- | --------- | --------- | --------- | --------- | --------- | --------- | --------- | ----- |
| Medalha de ouro   | Jennifer Dahlgren         | Argentina     | 64.05     | 63.35     | 61.43     | 66.34     | 63.43     | 66.48     | 66.48     |       |
| Medalha de prata  | Eli Johana Moreno         | Colômbia      | 61.64     | x         | 59.77     | 58.87     | x         | x         | 61.64     |       |
| Medalha de bronze | Rosa Rodríguez            | Venezuela     | 59.44     | x         | 57.65     | 59.21     | 55.16     | 59.77     | 59.77     |       |
| 4                 | Marynna Karolyna de Jesus | Brasil        | 48.98     | 57.22     | 56.36     | 52.87     | 55.66     | 57.03     | 57.22     |       |
| 5                 | Gisela Figueiredo Cardozo | Brasil        | 52.19     | 53.84     | 53.11     | 53.17     | 51.70     | x         | 53.84     |       |
| 6                 | Eugenia Mariel Martínez   | Argentina     | 49.77     | 48.94     | x         | 48.39     | 50.49     | 49.15     | 50.49     |       |

### Lançamento de dardo
Final – 11 de novembro 16:20h
| Posição           | Atleta                    | Nacionalidade | Tentativa | Tentativa | Tentativa | Tentativa | Tentativa | Tentativa | Resultado | Notas |
| Posição           | Atleta                    | Nacionalidade | 1         | 2         | 3         | 4         | 5         | 6         | Resultado | Notas |
| ----------------- | ------------------------- | ------------- | --------- | --------- | --------- | --------- | --------- | --------- | --------- | ----- |
| Medalha de ouro   | Diana Rivas               | Colômbia      | x         | x         | 50.91     | x         | 47.33     | x         | 50.91     |       |
| Medalha de prata  | Yusbeli Parra             | Venezuela     | 44.66     | 48.88     | 46.54     | 47.38     | 46.06     | 48.53     | 48.88     |       |
| Medalha de bronze | Juliana da Silva de Sousa | Brasil        | 46.55     | 43.71     | x         | 43.35     | 42.03     | 45.59     | 46.55     |       |
| 4                 | Maria do Carmo Ramos      | Brasil        | 42.79     | 45.83     | 45.62     | 43.81     | x         | 42.24     | 45.83     |       |
| 5                 | Katryna Subeldia          | Paraguai      | 43.46     | x         | 42.75     | 43.39     | 43.10     | 45.20     | 45.20     |       |
| 6                 | Natalia Fornero           | Argentina     | 39.01     | 39.59     | x         | 37.56     | -         | -         | 39.59     |       |
| 7                 | Antonella Ramognini       | Argentina     | 37.26     | x         | 36.71     | 35.10     | x         | 37.88     | 37.88     |       |

### Heptatlo
Final – 12 de novembro 20:00h
| Colocação         | Atleta                   | Nacionalidade | 100 m C/B          | SA          | AP           | 200 m              | SD                | LD           | 800 m          | Total | Notas |
| ----------------- | ------------------------ | ------------- | ------------------ | ----------- | ------------ | ------------------ | ----------------- | ------------ | -------------- | ----- | ----- |
| Medalha de ouro   | Jailma Sales de Lima     | Brasil        | 14.73 (1.2) 878pts | 1.64 783pts | 10.66 573pts | 24.56 (2.2) 928pts | 5.69 (3.5) 756pts | 39.59 659pts | 2:27.30 727pts | 5304  |       |
| Medalha de prata  | Madelene Rondón          | Venezuela     | 14.51 (1.2) 907pts | 1.67 818pts | 9.71 510pts  | 24.67 (2.2) 917pts | 5.61 (2.9) 732pts | 31.19 499pts | 2:15.72 883pts | 5266  |       |
| Medalha de bronze | Mirian Quiñones          | Equador       | 15.20 (1.2) 815pts | 1.58 712pts | 10.27 547pts | 25.86 (2.2) 809pts | 6.01 (2.2) 853pts | 36.87 607pts | 2:37.51 602pts | 4945  |       |
| 4                 | Ana Camila Pirelli       | Paraguai      | 15.21 (1.2) 814pts | 1.52 644pts | 10.85 585pts | 26.29 (2.2) 772pts | 5.12 (1.5) 592pts | 34.90 570pts | 2:36.33 616pts | 4593  |       |
| 5                 | Tamiris de Souza Delfino | Brasil        | 16.35 (1.2) 672pts | 1.55 678pts | 10.94 591pts | 27.40 (2.2) 679pts | 5.31 (4.4) 645pts | 36.93 608pts | 2:47.03 495pts | 4368  |       |
| 6                 | Agustina Zerboni         | Argentina     | 15.33 (1.2) 799pts | 1.46 577pts | 10.28 548pts | 26.87 (2.2) 723pts | 5.34 (3.7) 654pts | 29.09 459pts | 2:38.65 588pts | 4348  |       |

Legenda
| Recorde mundial       | Recorde mundial (World record)               |                       | Recorde africano                      | Recorde africano (African) |                                           | Q | Classificado por posição (Qualified) |
| Recorde do campeonato | Recorde do campeonato (Championship record)  | Recorde da América    | Recorde da América (Americas)         | q                          | Classificado por melhor tempo (Qualified) |   |                                      |
| Melhor marca do ano   | Melhor marca do ano (World leading)          | Recorde asiático      | Recorde asiático (Asian)              | DNS                        | Não largou (Did not start)                |   |                                      |
| Recorde nacional      | Recorde nacional (National record)           | Recorde europeu       | Recorde europeu (European)            | DNF                        | Não terminou (Did not finish)             |   |                                      |
| Recorde pessoal       | Recorde pessoal do atleta (Personal best)    | Recorde da Oceania    | Recorde da Oceania (Oceania)          | DSQ / DQ                   | Desclassificado (Disqualified)            |   |                                      |
| Recorde da temporada  | Recorde da temporada do atleta (Season best) | Recorde sul-americano | Recorde sul-americano (South America) | NM                         | Sem marca (No mark)                       |   |                                      |